# Michel Wintacq
Michel Wintacq est un footballeur belge né le 2 octobre 1955, reconverti en entraîneur. Il était défenseur.

## Biographie
Michel Wintacq commence sa carrière de joueur au RLC Hornu. Il évolue ensuite à la RAA Louvièroise de 1974 à 1979. Il joue les quatre saisons suivantes au RFC de Liège et dispute 131 rencontres. Il est le meilleur buteur du club avec 7 buts en 1982-1983.
À la fin de cette saison, il est transféré chez les voisins du Standard de Liège. Avec les Rouches, il marque 13 buts en 161 rencontres. Il joue également deux finales de Coupe de Belgique, perdues toutes les deux, en 1984 et en 1988.
Michel Wintacq joue un match international, le 12 octobre 1983 (Écosse-Belgique, 1-1), dans le cadre des qualifications pour le Championnat d'Europe. 
Il quitte le Standard  et le football de haut niveau en 1988, et rejoint le Racing Jet Wavre. Il est ensuite entraîneur-joueur à l'URS Centre en 1991-1992, puis à Jurbise au FC Vacresse, jusqu'en 1997, année où il arrête définitivement sa carrière de joueur.
De 1998 à 2008, il fait partie du staff technique du RAEC Mons: il occupe la plupart du temps le poste d'entraîneur adjoint, assurant quelquefois l'intérim lors des passations de pouvoir au poste de T1.
En septembre 2008, il quitte l’Avenue du Tir pour rejoindre le Royal Boussu Dour Borinage, club qu'il fait monter en Division 2 en 2009.

## Palmarès
- International belge A en 1983 (1 sélection)
- Finaliste de la Coupe de Belgique en 1984 et en 1988 avec le Standard de Liège